# Честь имею (альянс)
Альянс «Честь имею» (арм. Պատիվ ունեմ դաշինք) — политический альянс, сформированный Республиканской партией Армении и партией «Отечество» в мае 2021 года, перед досрочными парламентскими выборами 2021 года.

## История
Альянс был сформирован во время протестов, начавшихся после подписания в ноябре 2020 года премьер-министром Армении Николом Пашиняном соглашения о прекращении огня в Нагорном Карабахе. Республиканская партия и партия «Отечество», входившие в коалицию «Движение по спасению Родины», призвали главу правительства подать в отставку в связи с поражением Армении во Второй карабахской войне. Впоследствии обе партии покинули «Движение по спасению Родины» и сформировали новый альянс — «Честь имею».
В мае 2021 года альянс подтвердил своё участие в парламентских выборах, его председателем был назначен Артур Ванецян. По итогам выборов Альянс набрал 5,22 % голосов избирателей, получив 7 мест в Национальном собрании.

## Идеология
Альянс позиционирует себя приверженцем национал-консерватизма: одобряет укрепление вооруженных сил Армении, поддерживает деятельность Армянской Апостольской Церкви и способствует процессу самоопределения непризнанной Республики Арцах.

## Руководство
- Серж Саргсян, бывший премьер-министр и президент Армении
- Артур Ванецян, бывший директор Службы национальной безопасности Армении и председатель партии «Отечество»

## Результаты выборов

### Парламентские выборы
| Выборы | Голоса | %    | Кресла   | Позиция |
| ------ | ------ | ---- | -------- | ------- |
| 2021   | 66 650 | 5,22 | 7 из 107 | 3 место |

## Символ
Блок «Честь имею» выбрал своим логотипом пятизвездную звезду, которая, по словам представителей блока, символизирует:
- Службу Родине;
- Историческую память;
- Подвиги предков;
- Человеческую мечту;
- Христианскую надежду;
- Успех и победы;
- Научную мысль;
- Высокое качество.